# Bruant du Japon
Emberiza sulphurata
Espèce
Statut de conservation UICN

 LC  : Préoccupation mineure
Le Bruant du Japon (Emberiza sulphurata) est une espèce de la famille des Emberizidae.
Cet oiseau niche à Honshu ; il hiverne à Taïwan et Luçon (Philippines).

## Systématique
Le nom scientifique complet (avec auteur) de ce taxon est Emberiza sulphurata Temminck & Schlegel, 1848.
Ce taxon porte en français le nom vernaculaire ou normalisé suivant : Bruant du Japon.